# Britaldo Hernandez
Britaldo Hernandez (nascido em 1966, Cuba) é um executivo brasileiro e diretor executivo da Solinftec, uma empresa de tecnologia agrícola.

## Infância e educação
Hernandez nasceu em 1966, em Cuba. Em 1989, formou-se em Engenharia de Controle Automático pelo Instituto Superior ISPJAE, em Havana.

## Carreira
A partir de 1989, Britaldo Hernandez trabalhou por mais de uma década e meia no Centro Nacional para a Produção de Animais de Laboratorio (CENPALAB) em Cuba. Começou a carreira como estagiário, depois passou a trabalhar como engenheiro de programação de microcontroladores, vice-diretor de tecnologia até chegar a vice-diretor geral.
Em 1998, Britaldo veio ao Brasil pela primeira vez para fazer intercâmbio e pesquisar sobre a indústria açucareira local.
Em 2007, Britaldo juntamente com outros seis colegas engenheiros cubanos fundaram a Solinftec em Araçatuba, São Paulo. Sua implantação contribuiu para a melhoria da produção agrícola com o auxílio de tecnologias que garantem a proteção do meio ambiente.
Primeiro, Britaldo ocupou o cargo de CTO e atuou como Presidente do Conselho de Administração. E a partir de 2019, foi nomeado CEO da Solinftec.
Atualmente, a empresa desenvolve IA, programas de software, IoT, aplicativos móveis, integração com sistemas legados de ERP e operadoras de telecomunicações, assim como também cria produtos de valor agregado para a agricultura digital. A empresa tem bases no Brasil, Estados Unidos, Canadá, China e Colômbia.